# Rajon Kamenka

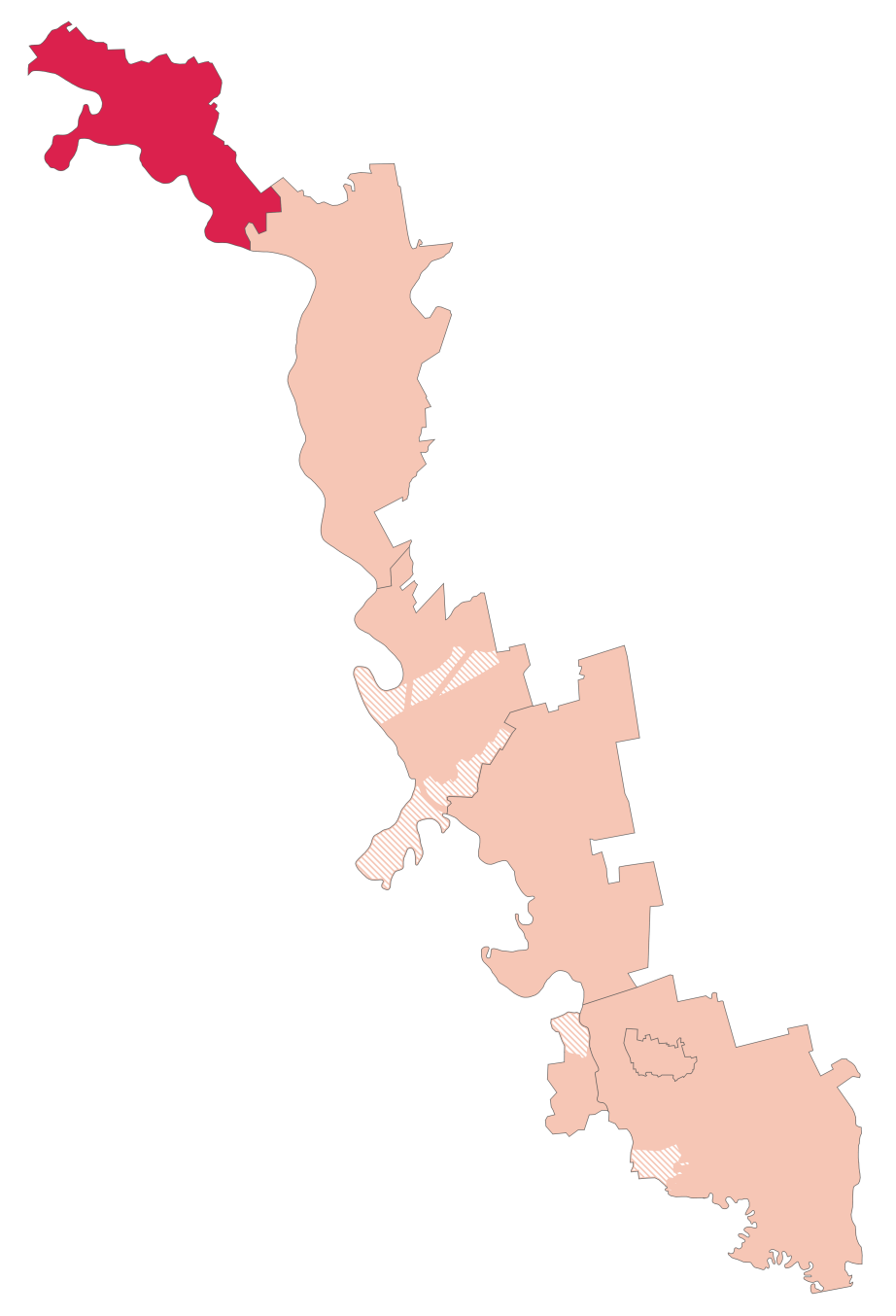
Der Rajon Kamenka innerhalb Transnistriens

Der Rajon Kamenka (russisch Каменский район / Kamenski rajon: rumänisch Raionul Camenca) ist der nördlichste der fünf Rajone des international nicht anerkannten Staats Transnistrien. Er umfasst eine Fläche von 434,5 km² und besitzt eine Bevölkerungszahl von knapp 23.000 Menschen. Damit ist er zugleich der in puncto Einwohnerzahl kleinste Rajon des Landes. Verwaltungshauptstadt ist der Kurort Kamenka. Die Region ist ländlich geprägt und vergleichsweise dünn besiedelt.
Die Bevölkerung setzte sich 2004 zu 47,8 % aus Moldauern, zu 42,6 % aus Ukrainern, zu 6,9 % aus Russen und zu 1,6 % aus Polen zusammen.